# Commelina subulata
Commelina subulata là một loài thực vật có hoa trong họ Commelinaceae. Loài này được Roth mô tả khoa học đầu tiên năm 1821.